# Institut de recherche pour le développement
« IRD » redirige ici. Pour les autres significations, voir IRD (homonymie).
L'Institut de recherche pour le développement (IRD) est un établissement public à caractère scientifique et technologique (EPST) français sous la tutelle des ministères chargés de la Recherche et de la Coopération, remplaçant l'Office de la recherche scientifique et technique outre-mer (ORSTOM).
Cet organisme participe à des recherches scientifiques et techniques par le biais d'accords signés entre la France et certains pays en développement.
Ces programmes de recherche destinés à apporter une aide au développement des pays du Sud s'orientent autour des sciences humaines et sociales (géographie, sociologie…), des sciences de la santé (maladies infectieuses, grandes endémies, nutrition, etc.) et des sciences de la nature et de l'environnement (sciences de la terre, océanographie, écologie, biologie…).
Le siège de l'IRD est situé à Marseille (à Paris jusqu'en septembre 2008).

## Historique
L’idée de créer un organisme capable de promouvoir la recherche dans les colonies françaises fut exprimée pour la première fois, en 1937, sous le gouvernement de Léon Blum. Le Conseil des territoires français d'outre-mer (CFOM) a en effet été créé le 25 septembre 1937 par le gouvernement du Front populaire. Il fait partie du Conseil supérieur de la recherche scientifique (CSRS).
Il faudra pourtant attendre la création, par la loi no 550 du 11 octobre 1943, de l’Office de la recherche scientifique coloniale (ORSC),.
En 1944, le gouvernement provisoire de la République française, soucieux de disposer des atouts nécessaires à la cohésion et au renouveau d’un empire colonial ébranlé par la guerre, confirme par une ordonnance du 24 novembre 1944 la création de l’Office, d'abord sous le nom d'Office de recherche scientifique d'outre-mer (ORSOM) puis en 1953 sous celui d'Office de la recherche scientifique et technique outre-mer (ORSTOM). C’est ainsi pour contribuer à donner un nouvel essor à la politique coloniale qu'a été créé puis transformé et pérennisé un « office conçu pour la seule recherche scientifique coloniale ». Le nouvel institut connaîtra, au cours de son évolution, de grandes mutations :
- la première a lieu en 1953 à la suite des difficultés financières liées à la création d’un fonds commun[3] ;
- la deuxième porte, au début des années 1960, à la suite des indépendances de plusieurs pays africains[4] et sur la scission de la recherche agronomique[5] et la lutte contre le démantèlement et pour un statut national[6] ;
- la troisième survient en 1984, avec le décret du 5 juin[7], portant réorganisation et fonctionnement, de l’office car les relations entre la métropole et les colonies s’étaient muées en coopération bilatérale ou multilatérale qui deviendra essentielle dans les relations Nord-Sud[8]. Ce décret traduisait une mise à jour et une continuité puisque l’Office devenait Institut français de recherche scientifique pour le développement en Coopération, tout en gardant le sigle Orstom. Il acquiert le statut d'Établissement public à caractère scientifique et technologique (EPST).

Le 5 novembre 1998, l’institut, à la suite de réelles évolutions, a changé de nom et de sigle pour devenir l'Institut de recherche pour le développement (IRD). Tout au long de ses 75 années d'existence, ponctuées d'épisodes politiques, idéologiques, scientifiques, l'ORSTOM puis l'IRD sont devenus des instituts de recherche après avoir été des instruments politiques de coopération.

## Organisation actuelle
Voir la chronologie relative à l'IRD présentée à la journée "Archives et Histoire" pour la liste détaillée des Présidents du C.A. et de la Direction Générale depuis la fondation de l'Institut et des structures l'ayant précédé.

### Présidents du Conseil d'administration
- 1982-1988 : Pierre Lavau
- 1987-1989 : François Doumenge
- 1988-1994 : Michel Levallois
- 1994-1997 : Hubert Fournier
- 1997-2000 : Philippe Lazar
- 2001-2009 : Jean-François Girard
- 2010-2015 : Michel Laurent
- 2015-2020 : Jean-Paul Moatti
- Depuis 2020 : Valérie Verdier

### Directeurs généraux
- 1963-1982 : Guy Camus
- 1982-1987 : Alain Ruellan
- 1987 - 1989 : Philippe Tennesson
- 1989 - 1992 : Gérard Winter
- 1992 - 1998 : Jean Nemo
- 1998-2000 : Jean-Pierre Muller
- 2006-2010 : Michel Laurent
- À partir de 2010, les fonctions de Président et directeur-général sont fusionnées

### Départements
L’IRD est organisé en cinq départements scientifiques coordonnés par un directeur délégué à la science :
- Dynamiques Internes et de Surface des Continents (DISCO) ;
- Écologie, Biodiversité et Fonctionnement des Écosystèmes Continentaux (ECOBIO) ;
- Océans, climat et ressources (OCEANS) ;
- Santé et sociétés (SAS) ;
- Sociétés et Mondialisation (SOC).

## Présence dans le monde
Outre le siège de Marseille, en 2018, le réseau s’est déployé vers une dizaine de nouveaux pays. L’IRD dispose ainsi, fin 2018, d’un réseau différencié avec des représentants dans 40 pays en particulier en Afrique subsaharienne (Bénin, Burkina Faso, Cameroun, Niger, Mali, Sénégal, Guinée, Ghana, etc.), mais aussi en Afrique du Nord (Égypte, Maroc, Tunisie, etc.), en Asie (Cambodge, Vietnam, Indonésie, Thaïlande, Laos, etc.), en Amérique latine (Bolivie, Brésil, Chili, Pérou, Équateur, Mexique, Colombie, Argentine). En France métropolitaine, il dispose de quatre délégations régionales - DR Sud-Est à Marseille, DR Occitanie à Montpellier, DR Île-de-France à Bondy et DR Ouest à Brest - et est présent dans l'Outremer français à La Réunion, en Guyane Française, en Martinique, en Nouvelle-Calédonie et en Polynésie française.
En 2022, l'IRD se compose de 2 260 agents, dont 915 chercheurs et 1 345 ingénieurs et techniciens, 79 unités de recherche, 31 représentations à l’étranger et 4 en Outre-mer. Au cours de l'année 2018, l'IRD compte 69 familles de brevet actives, a accompagné plus d'une centaine de créations d'entreprise, réalisé deux nouvelles expositions, produit ou co-produit 60 films, édité ou co-édité 20 ouvrages et participé à 322 manifestations de culture scientifique. En 2018, ses chercheurs ont signé 5 009 publications scientifiques. C'est encore l'herbier de Nouvelle-Calédonie (85 000 planches) et celui de Guyane (200 000 spécimens). Ce sont enfin plusieurs bases de données (scientifiques, temporelles, photographiques), dont la base documentaire Horizon Pleins textes qui propose 90 000 documents issus des recherches de l'IRD, dont 66 000 fichiers téléchargeables en accès libre et la photothèque Indigo (plus de 66 000 photographies).
L'IRD a mis en place ces dernières années de nouvelles structures de coopération scientifique qui favorisent la co-construction de projets de recherche. Ces structures offrent financement et autonomie aux jeunes équipes de recherche associées (JEAI), aux laboratoires mixtes internationaux (LMI), aux unités mixtes internationales (UMI) et aux réseaux de laboratoires de recherche internationaux (GDRI). En outre, ces programmes encouragent les collaborations entre les pays du Sud.
Grâce à son partenariat avec RFI Planète Radio, l'IRD soutient également EPOP Network. Cette collaboration a donné naissance à plusieurs projets, tels que **Varuna Sciences de la Biodiversité** et **ePOP Villes Durables**. Ces initiatives visent à approfondir les thématiques liées à la biodiversité et au développement durable dans les zones urbaines, tout en renforçant l'impact des témoignages recueillis par le réseau ePOP sur ces enjeux cruciaux.

## Recherches et publications
Les publications issues des nombreux et divers travaux des chercheurs de l'IRD sont accessibles via la base de documentation HORIZON de cet institut, ainsi que via le portail IRD des hyperarchives en ligne de la recherche française, HAL-IRD.